# 沙罗诺夫陨击坑
沙罗诺夫陨击坑（Sharonov）是火星卢娜沼区的一座撞击坑，中心坐标位于北纬27.3度、西经301.5度处，直径100公里（62.1英里），其名称取自前苏联天文学家弗谢沃洛德·瓦西里耶维奇·沙罗诺夫(1901年-1964年)，1973年，被国际天文联合会正式批准接受。
沙罗诺夫陨击坑坐落在卡塞谷溢出河道内，其水流环该陨坑形成了两条主要支流。

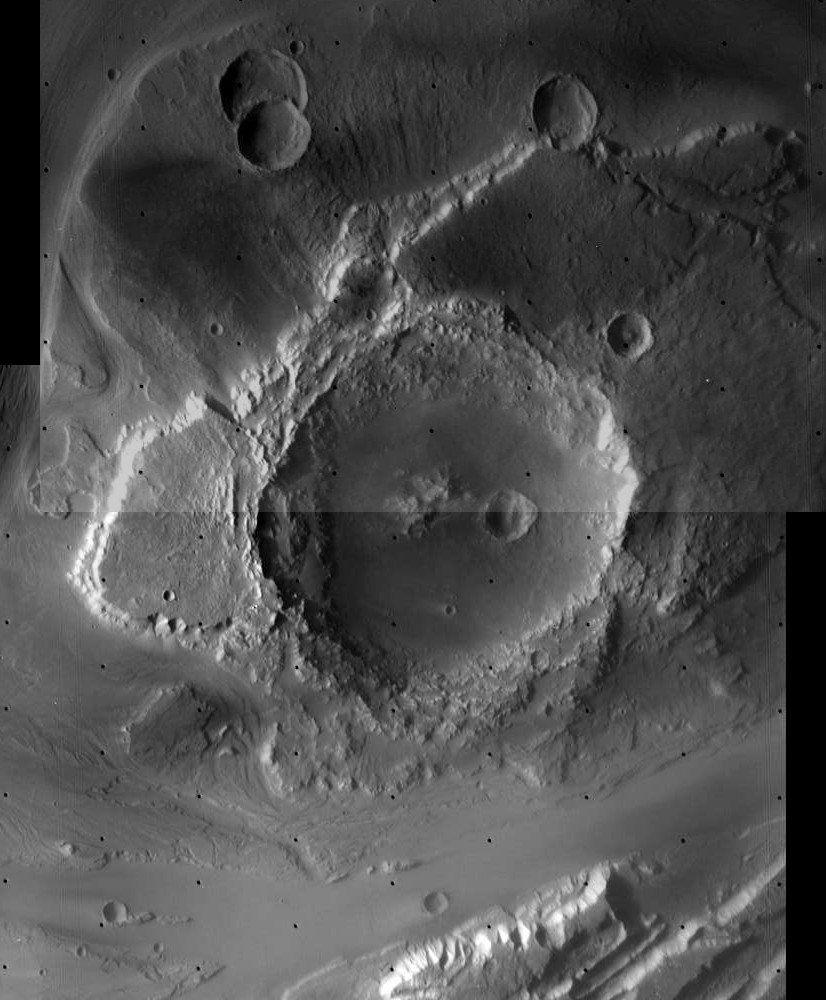
海盗1号轨道器拍摄的拼接图
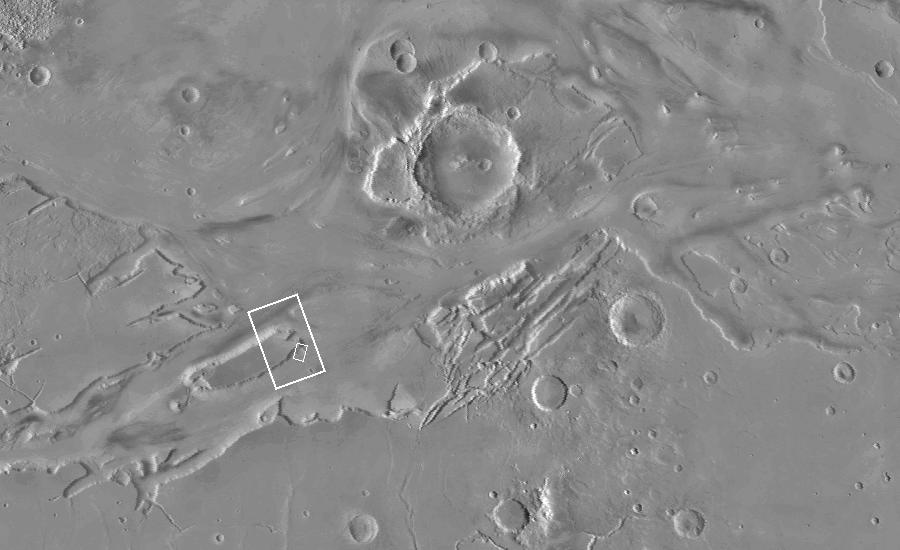
沙罗诺夫陨击坑位于该幅海盗号轨道器照片的中上部。
带标记和位置的沙罗诺夫陨击坑热辐射成像系统白昼图。

## 另请查看
- 行星体系命名法
- 撞击坑
- 火星撞击坑